# Ricardo Offermanns
R.S.M.R. (Ricardo) Offermanns (17 april 1964) is een Nederlands politicus van de VVD.
Hij is afgestudeerd in de rechten en was tussen maart 1998 en juni 2003 fractievoorzitter van de VVD in de gemeenteraad van Kerkrade. Op 1 juli 2003 werd Offermanns burgemeester van de gemeente Roerdalen (voormalige gemeenten Melick en Herkenbosch en Vlodrop). Vanaf 1 maart 2006 was hij burgemeester van Meerssen en daarnaast was hij in die periode onder meer voorzitter van de VVD-afdeling Limburg.

## Burgemeesterskandidaat Roermond
Op 27 september 2012 werd hij unaniem voorgedragen als nieuwe burgemeester van Roermond. Op 19 oktober 2012 deed de politie in verband met de benoemingsprocedure een inval bij VVD-partijgenoot en wethouder van Roermond Jos van Rey (VVD). Er zouden onregelmatigheden en integriteitsschending bij de voordracht aan de orde zijn geweest, aldus de politie.
Van Rey bleek aan Offermanns twee vragen te hebben doorgespeeld die hem gesteld zouden worden bij het sollicitatiegesprek voor het burgemeesterschap van Roermond. Het gesprek werd door de politie afgeluisterd en opgenomen. Het doorspelen en ontvangen van dergelijke informatie is bij de wet strafbaar. Offermanns meldde zich op de dag van de politie-inval om 12 uur 's middags ziek.
Op 22 oktober 2012 trok Offermanns wegens de beschuldigingen zijn sollicitatie in voor het burgemeesterschap van Roermond. Op 23 oktober 2012 maakte hij bekend dat hij in verband met de affaire per 1 januari 2013 zou aftreden als burgemeester van Meerssen. De burgemeesterstaken legde hij per direct neer. Een dag later trad hij in verband met de affaire per direct af als voorzitter van de VVD-Limburg.
Offermans moest op 9 september 2013 voor de rechtbank in Rotterdam verschijnen op verdenking van ambtelijke corruptie of het medeplegen van schending van het ambtsgeheim. Op 23 januari 2014 werd hij conform de eis van het OM veroordeeld tot een taakstraf van 120 uur wegens "passieve ambtelijke omkoping".